# Poranga (Brazilië)
Poranga is een gemeente in de Braziliaanse deelstaat Ceará. De gemeente telt 12.356 inwoners (schatting 2009).

## Galerij

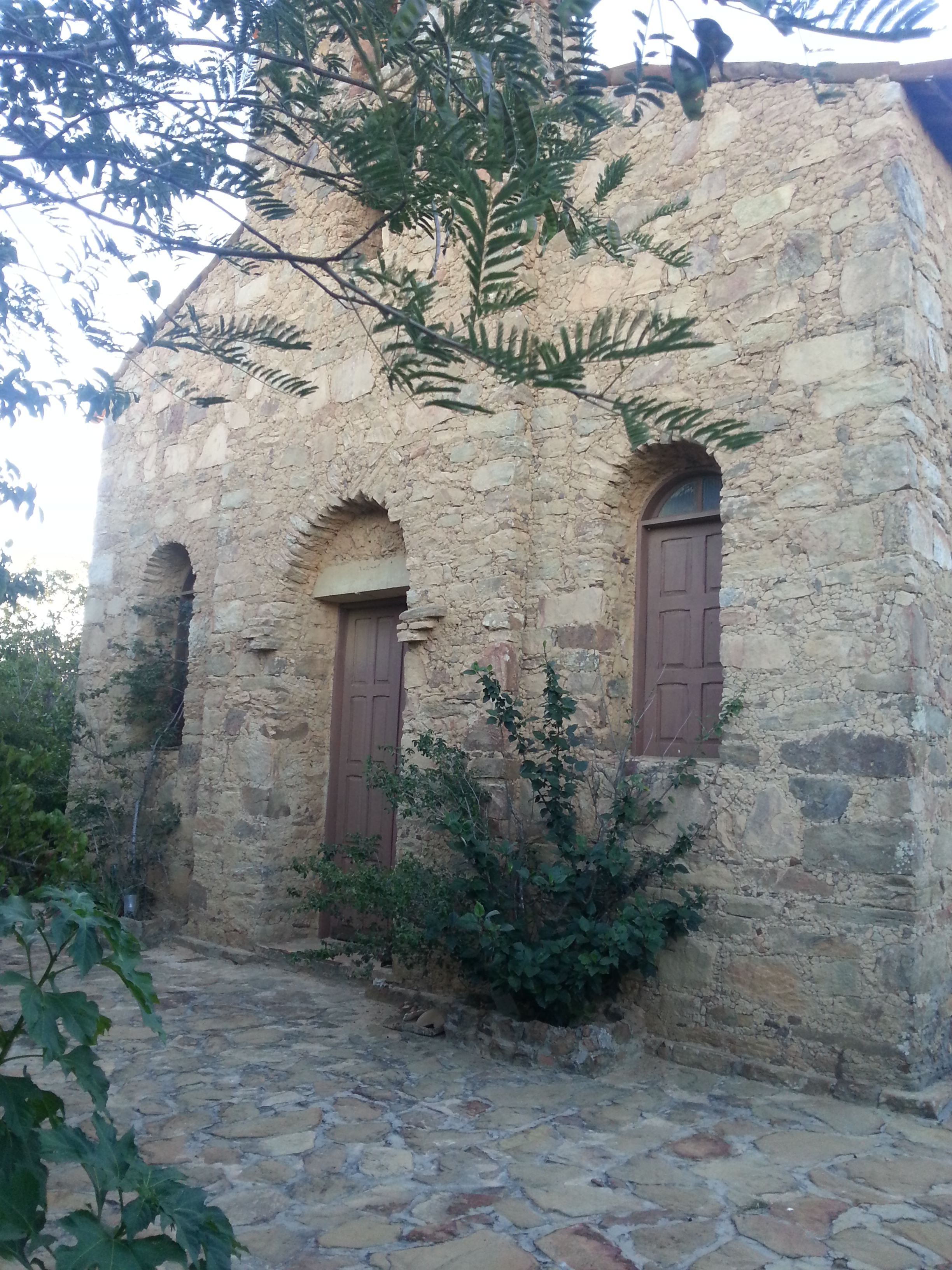
Katholieke kerk van o.l.v. Fátima
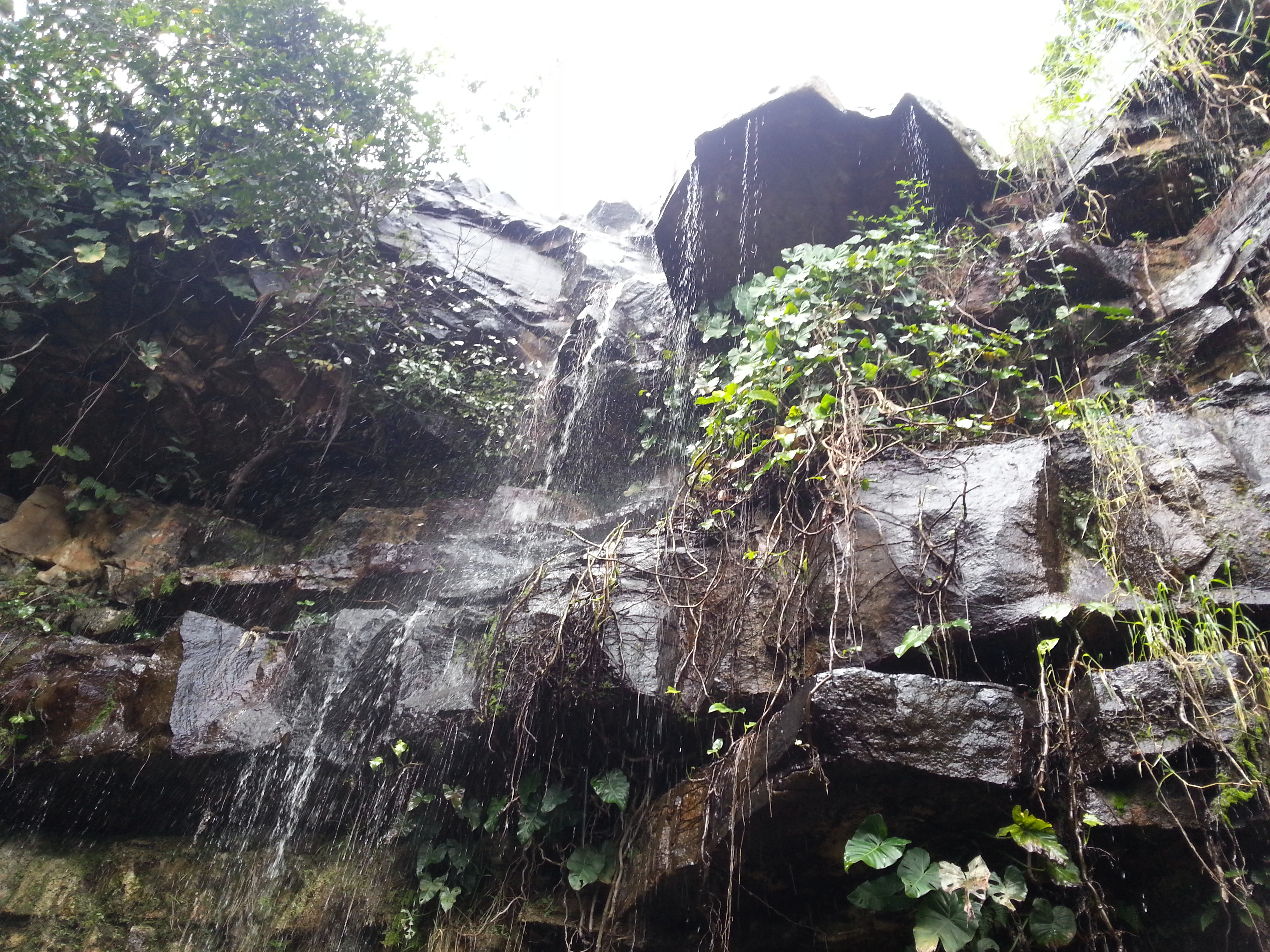
Waterval in de Pinga